# Jeff Astle
Jeffrey Astle était un footballeur anglais né le 13 mai 1942 à Eastwood, mort le 19 janvier 2002 à Burton upon Trent, était un footballeur anglais, qui évoluait au poste d'attaquant à West Bromwich Albion et en équipe d'Angleterre.
Astle n'a marqué aucun but lors de ses cinq sélections avec l'équipe d'Angleterre entre 1969 et 1970.

## Carrière
- 1961-1964 : Notts County  Angleterre
- 1964-1974 : West Bromwich Albion  Angleterre
- 1974 : Hellenic Football Club  Afrique du Sud
- 1974 : Dunstable Town  Angleterre
- 1975-1976 : Weymouth FC  Angleterre
- 1976-1977 : Atherstone Town  Angleterre
  - 1977 : Hillingdon Borough  Angleterre (prêt)

## Palmarès

### En équipe nationale
- 5 sélections et 0 but avec l'équipe d'Angleterre entre 1969 et 1970.

West Bromwich Albion FC
- Meilleur buteur du Championnat d'Angleterre de football (1) :
  - 1970: 25 buts.
- Vainqueur de la FA Cup (1) :
  - 1968.
- Vainqueur de la Coupe de la ligue anglaise de football en 1966.